# Tony Scott
|  | Denne artikel handler om en filminstruktør. Navnet Tony Scott bruges også for radioværten Tony Scott Jakobsen. |
Anthony "Tony" D. L. Scott (21. juni 1944 – 19. august 2012) var en engelsk filminstruktør kendt som skaberen af film som Top Gun, Days of Thunder, Enemy of the State og Spy Game. Tony Scott var yngre bror til filminstruktøren Ridley Scott.

## Død
Tony Scott døde under tragiske omstændigheder, da han valgte at springe ud fra Vincent Thomas Bridge i byen San Pedro i Californien.

## Udvalgt filmografi
- Hunger (1983)
- Top Gun (1986)
- Frækkere end politiet tillader 2 (1987)
- Revenge (1990)
- Days of Thunder (1990)
- The Last Boy Scout (1991)
- True Romance (1993)
- Crimson Tide (1995)
- The Fan (1996)
- Enemy of the State (1998)
- Spy Game (2001)
- Domino (2005)
- Déjà Vu (2006)
- Unstoppable (2010)

i